# Koloniale Onderscheiding
De Koloniale Onderscheiding (Duits: "Kolonialauszeichnung") ook wel "Löwenorden" genoemd was een particuliere onderscheiding en geen onderscheiding van het Duitse Keizerrijk. Het rijk kende weinig onderscheidingen, die werden door de Koning van Pruisen en de andere vorsten en koningen aan hun onderdanen uitgereikt maar voor de Duitse koloniën werden onderscheidingen van het Duitse Rijk ingesteld. 
De onderscheiding kreeg de bijnaam "Löwenorden" maar was beslist geen ridderorde. Deze onderscheiding werd in 1922 na het verlies van de koloniën in Afrika, Azië en Oceanië ingesteld door de Deutsche Kolonialkriegerbund, het samenwerkingsverband van de 110 Duitse koloniale verenigingen.
De ster was meer in aanzien dan de officiële Koloniaal Ereteken (Duitsland). 
De sterren werden door Karl Möbius ontworpen. Er werden tot 1935 ongeveer 10 000 sterren met de leeuw uitgereikt.
De onderscheiding genoot meer aanzien dan de sterren met de olifant, de "Elefantenorden", en de Ie Klasse werd aan militairen, de veteranen van Duitse koloniale expedities in China verleend. Ook opvarenden van schepen die van de Keizerlijke Marine die voor de kust van de koloniën in Azië hadden gekruist kwamen voor deze onderscheiding in aanmerking.
De IIe Klasse was voor kolonisten en bij uitzondering ook voor diegenen die het kolonialisme in Duitsland hadden gesteund. 
De ster heeft acht punten en is van verzilverd metaal. Als ornamenten werden een hoed, eikenloof, zwaarden, een brullende leeuw en een palm gebruikt. De tekst op de ring is "Für Verdienste um die Kolonien". Op de verder vlakke achterzijde staan de woorden "In memoriam".
De Eerste Klasse werd op de linkerborst gespeld. De Tweede Klasse werd aan een lint op de linkerborst gedragen.